# 格倫科鎮區 (巴特勒縣)
格倫科鎮區（英語：Glencoe Township）為位在美國堪薩斯州巴特勒縣的鎮區。2010年美国人口普查中該鎮區人口有202人。

## 歷史
格倫科鎮區於1877年設立。

## 地理
格倫科鎮區涵蓋面積162.13平方（62.60平方英里），境內無城鎮設立。

### 墓園
根據美國地質調查局的資料，此鎮區擁有3座墓園：
- 博蒙特墓園（Beaumont Cemetery）
- 巴茨墓園（Butts Cemetery）
- 哈莫尼墓園（Harmony Cemetery）

### 機場
- 博蒙特飯店機場（Beaumont Hotel Airport）

## 人口統計
根據2010年美國人口普查，格倫科鎮區人口有202人，人口密度為1.25人/平方公里。種族方面，95.54%為白人；0.5%為非裔美洲人；1.98%為美洲原住民；0%為亞洲人；0%為太平洋島民；0%為其他種族；另外有1.98%為兩個或以上的種族。而西班牙裔美國人或拉丁美洲人佔該鎮區人口的4.46%。

## 外部連結
- City-Data.com （页面存档备份，存于）